# Revolución Democrática
Die Revolución Democrática (deutsch: „Demokratische Revolution“), kurz RD, war eine politische Partei in Chile. Sie war Teil der Parteienkoalition Frente Amplio, seit 2021 auch der Koalition Apruebo Dignidad und somit seit 2022 Teil der Regierung unter Präsident Gabriel Boric. Die Revolución Democrática war in der politischen Linken zu verorten.

## Geschichte
Die Ursprünge der Revolución Democrática sind in den Schüler- und Studentenprotesten 2011 zu finden. Dabei bildeten sich mehrere linksgerichtete Bewegungen, die für Reformen im Bildungssektor und gegen die Politik der Concertación und von Präsident Piñera protestierten. Einer der Anführer der Proteste war Giorgio Jackson, der Präsident der Studierendenvertretung der Päpstliche Katholische Universität von Chile war. Am 7. Januar 2012 war er einer der Gründer der Bewegung Revolución Democrática. Die Bewegung erhielt in den ersten Wochen bereits massiven Zuspruch. Im September des Jahres fand der Gründungsparteitag statt, im Januar 2013 wurde der erste Vorstand gewählt. Für die Parlamentswahlen in Chile 2013 nominierte die Bewegung keine eigenen Kandidaten, nachdem zuvor Gespräche mit der Koalition Nueva Mayoría der Präsidentin Michelle Bachelet zu keinen Ergebnissen geführt hatten. Allerdings wurde Jackson als unabhängiger Kandidat in die Abgeordnetenkammer gewählt. Daneben unterstützte die Bewegung verschiedene unabhängige Kandidaten. Auch für die Präsidentschaftswahl 2013 stellte sie keinen eigenen Kandidaten auf.
Im Jahr 2015 entschied die Bewegung, sich offiziell bei der Wahlbehörde SERVEL als Partei registrieren zu lassen. Das Vorhaben scheiterte zunächst, da die Behörde das Wort „Revolución“ im Parteinamen ablehnte. Am 15. Oktober 2015 wurde der Name dennoch genehmigt, und am 22. Juni 2016 wurde die Partei nach Vorlage von ausreichenden Unterstützungsunterschriften legalisiert. Bei den Gemeindewahlen 2016 stellte die Partei erstmals eigene Kandidaten für mehrere Bürgermeisterposten auf. Seit den Gemeindewahlen 2021 stellt sie landesweit vier Bürgermeisterinnen und zwei Bürgermeister, die für das Parteienbündnis Frente Amplio antraten und teils mit beachtlichen Mehrheiten in bekannten chilenischen Städten und Metropolitangemeinden wie Valdivia (Carla Amtmann, * 1987, 49 %), Viña del Mar (Macarena Ripamonti, * 1991, 38,5 %) und Ñuñoa (Emilia Ríos Saavedra, * 1988, 31,8 %) gewählt wurden.
Die Partei war Gründungsmitglied der neuen, linken Parteienkoalition Frente Amplio. Als Mitglied dieser Koalition trat die Partei erstmals bei den Parlamentswahlen 2017 an und unterstützte die Kandidatur von Beatriz Sánchez bei der Präsidentschaftswahl 2017. Bei den Parlamentswahlen konnte die Partei 10 Sitze in der Abgeordnetenkammer sowie einen Sitz im Senat erlangen. Für die Wahl zur Verfassunggebenden Versammlung 2021 schloss sich die Partei der neuen Koalition Apruebo Dignidad an, seit der Wahl ist sie mit 9 Abgeordneten in der Verfassunggebenden Versammlung vertreten. Im Zuge der Präsidentschaftswahl 2021 unterstützt die Partei Gabriel Boric von der Partei Convergencia Social, die ebenfalls Mitglied des Frente Amplio und von Apruebo Dignidad ist. Bei den Parlamentswahlen konnte die Partei sich allerdings nicht verbessern, erlitt im Vergleich zur vorherigen Wahl sogar leichte Verluste.

## Parteiziele
Die Partei versteht sich als demokratische Partei, die gleichberechtigte Gesellschaft fördern will. Obwohl der Parteiname darauf anspielt, lehnt die Partei Gewalt jeder Form ab. Daneben hat die Partei einige Prinzipien:
- Demokratie
- Transparenz
- Geschlechtergleichheit
- Ethische Politik
- Autonomie
- Diversität und Inklusion
- Achtung der politische Institutionen

## Mitglieder

### Präsidenten der Partei
| Name                   | Foto | Beginn der Amtszeit | Ende der Amtszeit |
| ---------------------- | ---- | ------------------- | ----------------- |
| Miguel Crispi*         |      | 2012                | 2013              |
| Pablo Paredes Muñoz*   |      | 2014                | 2014              |
| Sebastián Depolo       |      | 2015                | 2016              |
| Rodrigo Echecopar      |      | 2017                | 2018              |
| Catalina Pérez Salinas |      | 2019                | 2021              |
| Margarita Portuguez    |      | 2021                |                   |

* als nationaler Koordinator der Bewegung

### Senatoren
Die Revolución Democrática ist mit einem Senator im Senat vertreten.
| Name                 | Región     | Wahlkreis | Erstmals gewählt | Ende der Amtsperiode |
| -------------------- | ---------- | --------- | ---------------- | -------------------- |
| Juan Ignacio Latorre | Valparaíso | VI        | 2018             | 2026                 |

### Abgeordnete
Die folgenden Personen vertreten die Revolución Democrática im Abgeordnetenhaus in der Wahlperiode 2022–2026.
| Name                   | Región        | Wahldistrikt |
| ---------------------- | ------------- | ------------ |
| Catalina Pérez Salinas | Antofagasta   | 3            |
| Jorge Brito            | Valparaíso    | 7            |
| Maite Orsini           | Metropolitana | 9            |
| Consuelo Veloso        | Maule         | 18           |
| Ericka Ñanco           | Araucanía     | 23           |
| Jaime Sáez             | Los Lagos     | 26           |

### Bürgermeister
Daneben sind seit den Gemeindewahlen 2021 folgende Bürgermeister Mitglieder der Partei:
| Name               | Región        | Kommune      |
| ------------------ | ------------- | ------------ |
| Macarena Ripamonti | Valparaíso    | Viña del Mar |
| Francisco Riquelme | Valparaíso    | Casablanca   |
| Tomás Vodanovic    | Metropolitana | Maipú        |
| Emilia Ríos        | Metropolitana | Ñuñoa        |
| Luis Valenzuela    | Metropolitana | Tiltil       |
| Carla Amtmann      | Los Ríos      | Valdivia     |

## Wahlergebnisse

### Parlamentswahlen
|  |  |

|  |  |

|  |  |

|  |  |

### Regionalratswahlen
|  |  |

|  |  |

### Gemeindewahlen
|  |  |

|  |  |

|  |  |

|  |  |

### Wahlen zur Verfassunggebenden Versammlung
| Wahl | Stimmen | % der Stimmen   | Sitze |
| ---- | ------- | --------------- | ----- |
| 2021 | 341.765 | \| \| \| 5,59 % | 9/155 |
|      |         |                 |       |